# Subaru Outback
Subaru Outback je SUV crossover/kombík japonské automobilky Subaru, který byl představen v roce 1994. Vznikl jako nástupce vozu Subaru Legacy. V letech 1994 až 2011 byla prodávána verze vozu zvaná Subaru Outback Sport (který vznikl jako nástupce vozu Subaru Impreza). V roce 2025 se v souvislosti s představením sedmé generace vozu model transformoval na čistě SUV vůz. Většina verzí vozu měla historicky k dispozici pohon všech kol. 

## Galerie

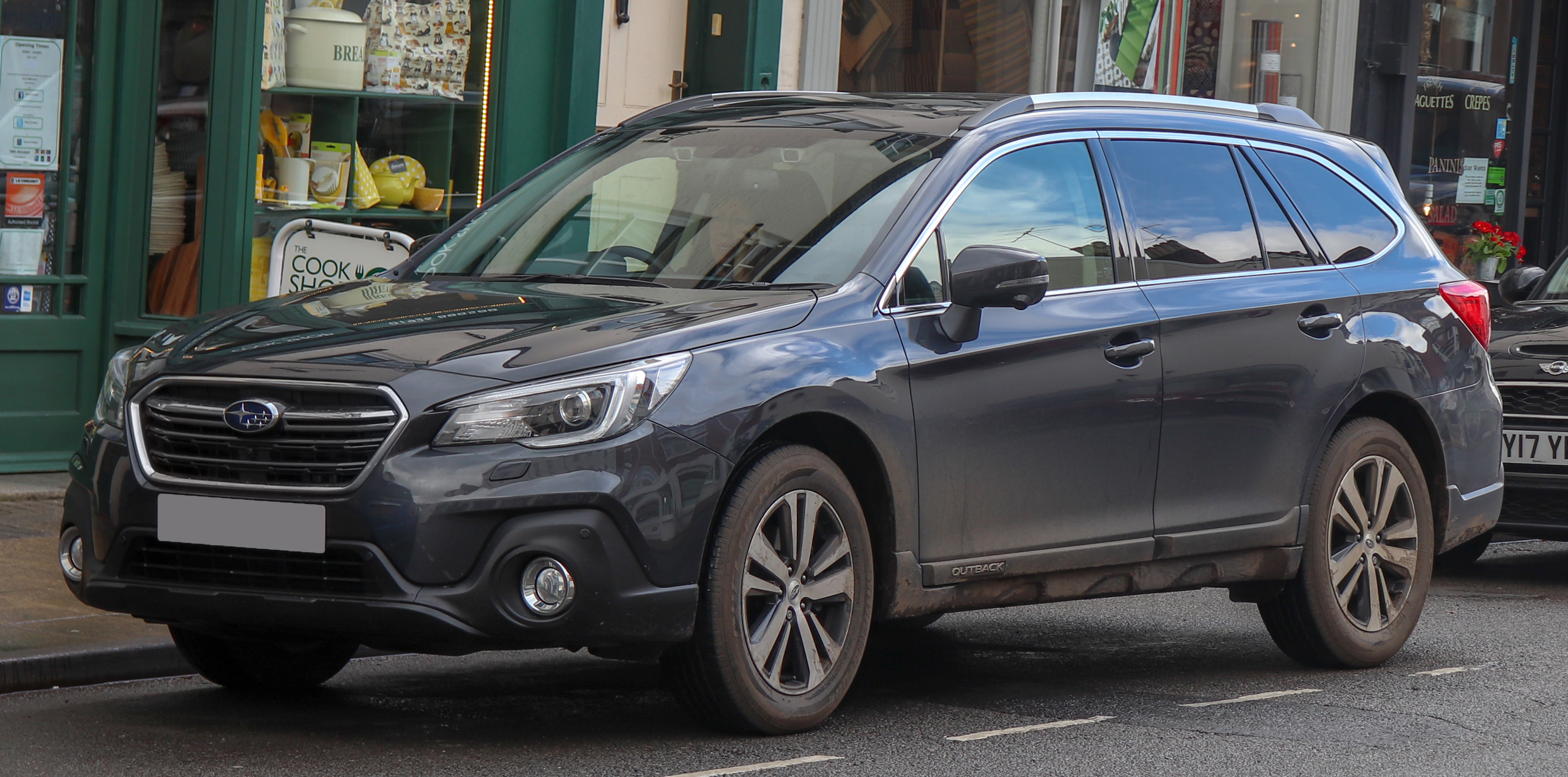
Subaru Outback z roku 2018 ve Velké Británii
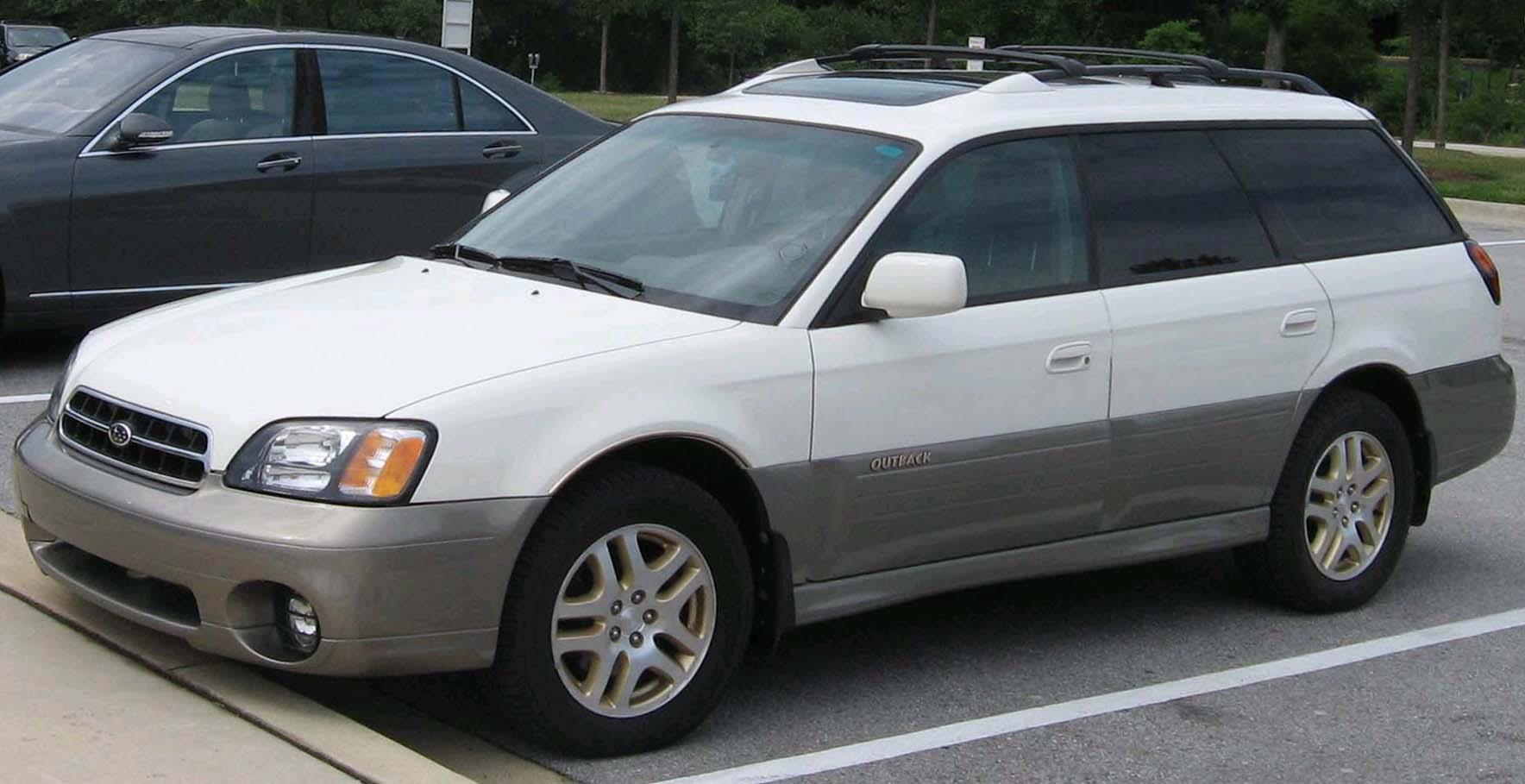
Subaru Outback vyráběný v letech 2000 až 2004
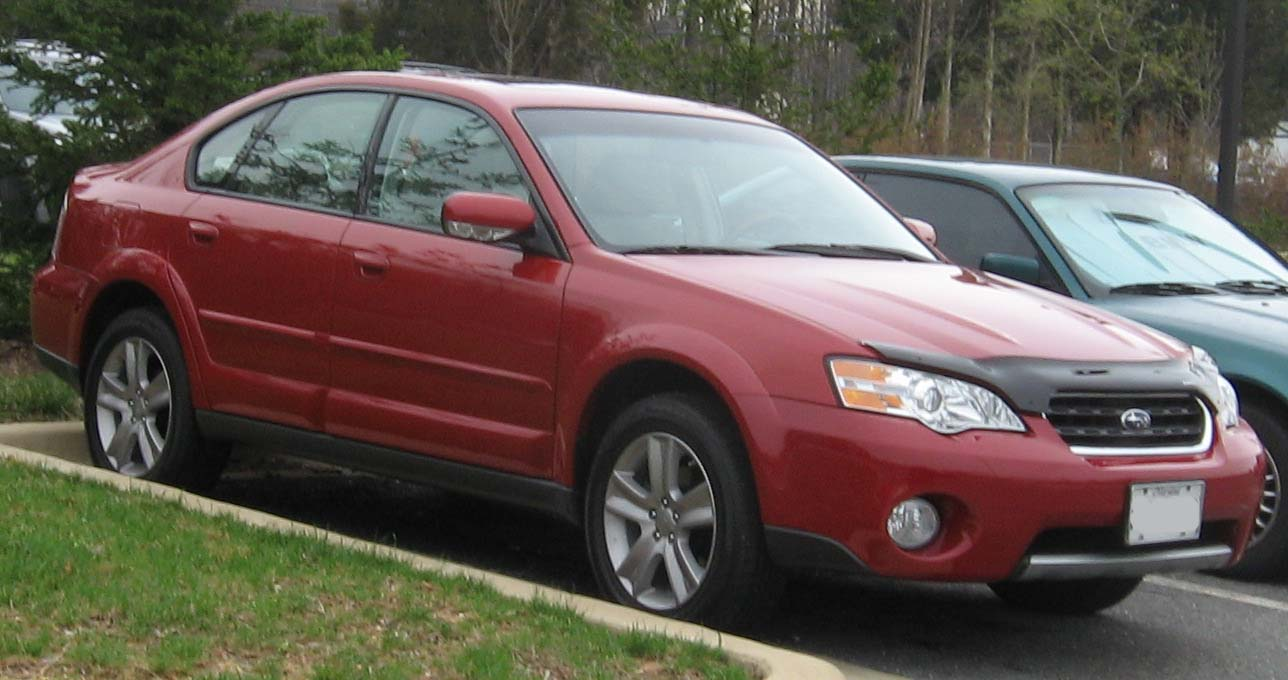
Subaru Outback Sedan vyráběný v letech 2005 až 2007
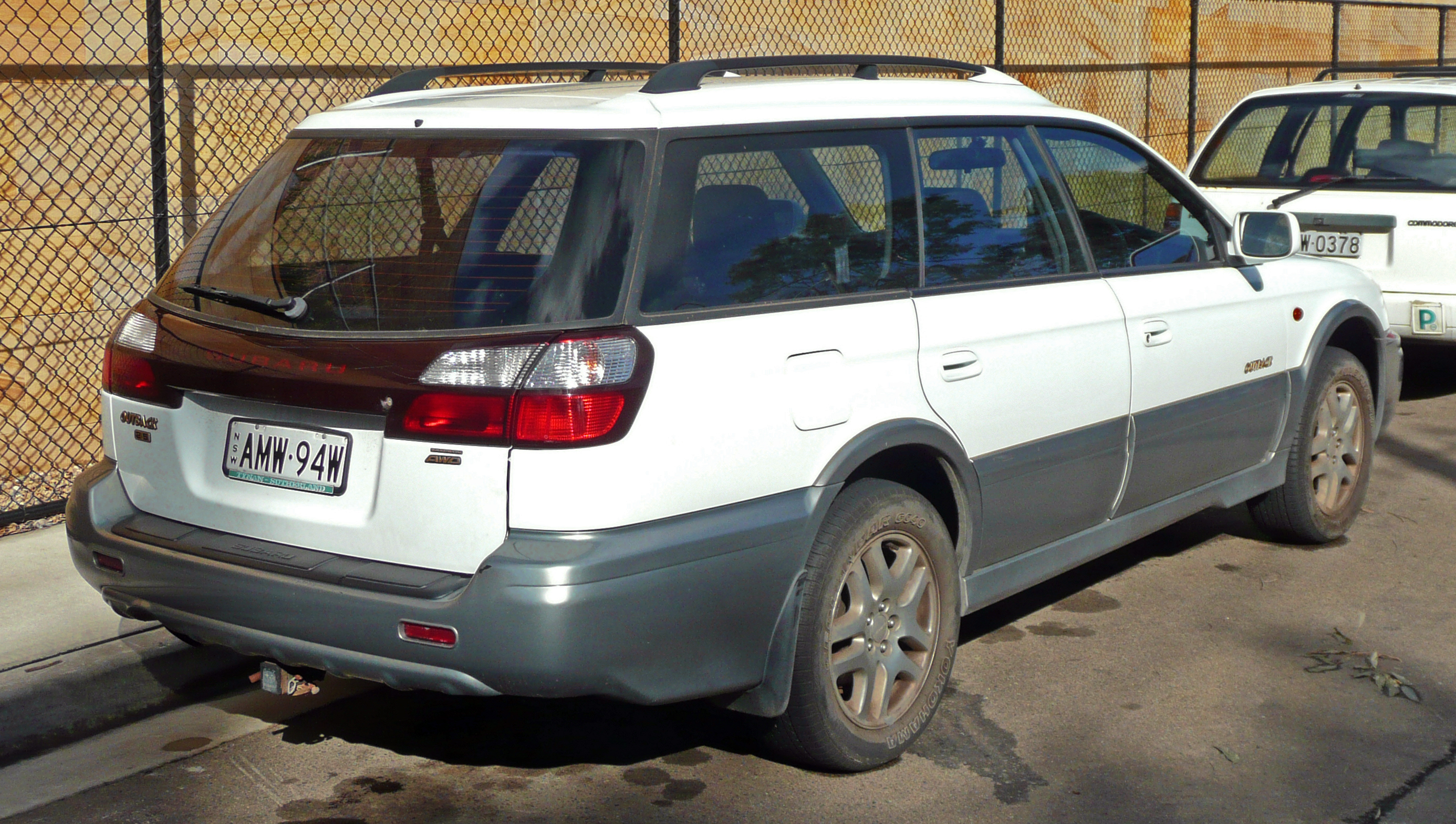
Zadní část Subaru Outback z roku 2002
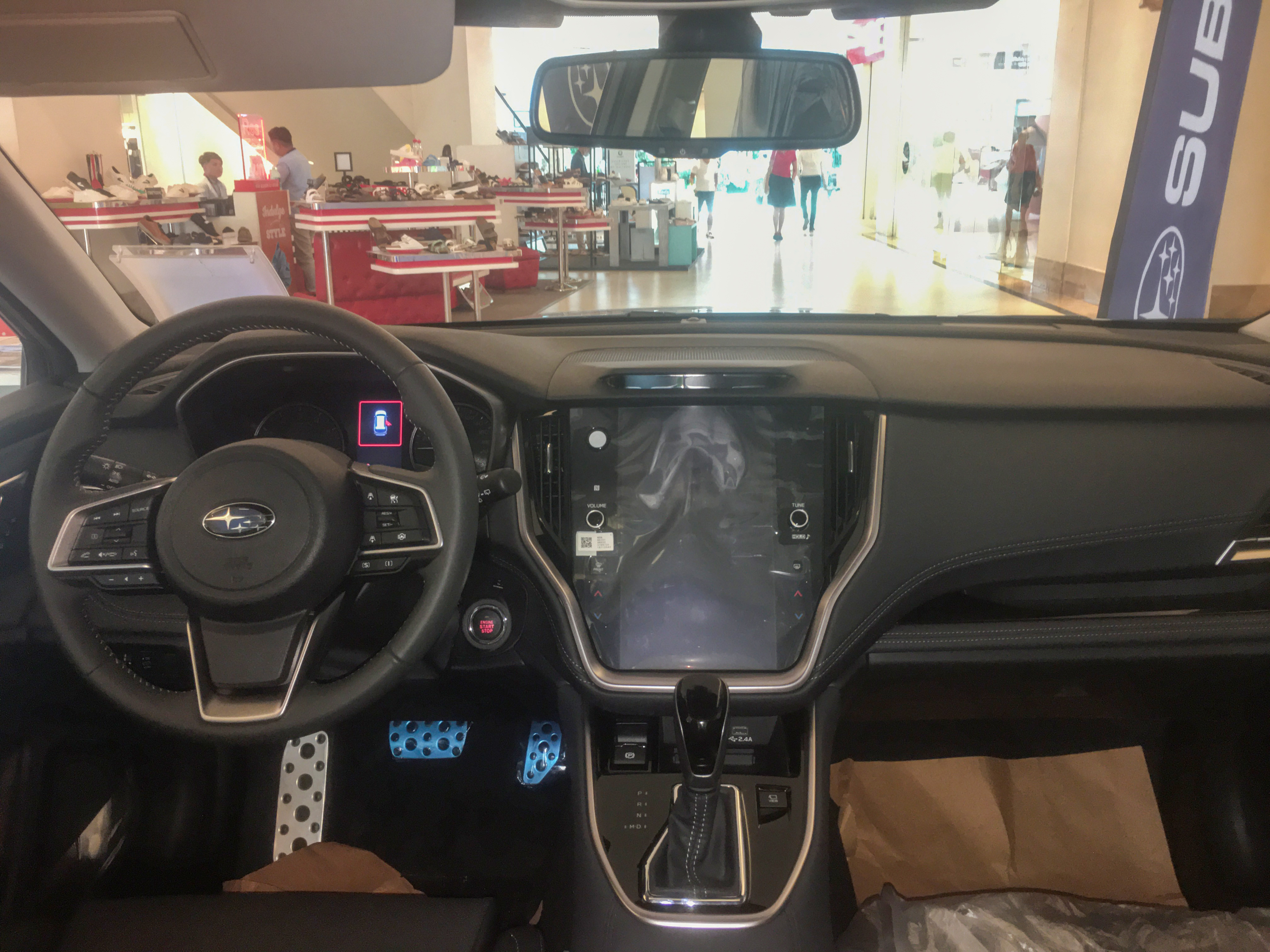
Interiér vozu